# Gaël Germany
Gaël Germany (Sainte-Marie, 10 maggio 1983) è un ex calciatore francese, di ruolo difensore.

## Biografia
Si è dedicato allo studio, ottenendo un BTS de Commerce International. Ha alternato, nel primo periodo al Samaritaine, il lavoro come impiegato comunale a Sainte-Marie e il calcio.

## Caratteristiche tecniche
È un terzino sinistro.

## Carriera

### Club
Entra giovanissimo nella squadra della sua città (La Samaritaine) dove si fa tutta la trafila delle giovanili. All'età di 18-20 anni si sottoponendo ad alcuni test per delle squadre semi-professionistiche locali. Nel 2007, nei preliminari della Coppa di Francia, la squadra di Gaël (rappresentante DOM) sconfigge i rivali del Sables d'Olonne per 1-0 a La Courneuve guadagnandosi di fatto l'accesso al turno successivo e il diritto di giocare contro le squadre del continente. A seguito di ciò i martinicani si trovano il cammino sbarrato dall'Arles-Avignon (futura squadra di Gaël); l'epilogo è infelice per i giallo-verdi che vengono battuti per 2-1 e quindi eliminati dal torneo. Nel 2008 viene acquistato dall'Arles-Avignon, con cui ottiene, fra il 2009 e il 2010 la doppia promozione dal Championnat National alla Ligue 1. Ha esordito nella Ligue 1 il 7 agosto 2010 nella prima giornata di campionato in casa dello Sochaux (la partita è stata poi vinta dai padroni di casa per 2-1). Il 25 gennaio 2013 viene ufficialmente ceduto al Paris FC. Nell'estate 2013 torna nella Martinica, al Samaritaine.

### Nazionale
Debutta in Nazionale il 13 luglio 2003, in USA-Martinica (2-0). Mette a segno la sua prima rete con la maglia della Nazionale il 17 gennaio 2007, in Barbados-Martinica (2-3), in cui mette a segno il gol del momentaneo 1-3. Ha collezionato in totale, con la maglia della Nazionale, 34 presenze e 7 reti.